# Кот при Дамљу
Кот при Дамљу (словен. Kot pri Damlju) је насељено место у општини Чрномељ, регија Југоисточна Словенија, Словенија.

## Историја
До територијалне реорганизације у Словенији био је у саставу старе општине Чрномељ. Као самостално насеље, Кот при Дамљу постоји од 2000. године. Настала је издвајањем дела из насеља Дамељ.

## Становништво
У попису становништва из 2011. године, Кот при Дамљу је имао 10 становника.
| Број становника према пописима | Број становника према пописима |
| ------------------------------ | ------------------------------ |
| 2002                           | 2011                           |
| 10                             | 10                             |

Напомена: Године 2000. настала издвајањем дела из насеља Дамељ.